# Jolster
Jolster, även kallad jolsterpil, (Salix pentandra) är ett litet träd.

## Beskrivning
Kronan är mjuk och lummig, med klar grönska, blanka blad och hanblommor som luktar starkt och behagligt.
Växten är skildkönad. Hanblomman har 5 ståndare, bleka, vit- eller gulaktiga, ej svartaktiga skärmblad i axen. Dess blommor slår ut samtidigt som bladen. 
Jolstern har bladtandskörtlar. Om bladet pressas mellan papper avsätter sig för varje bladtand en liten gul fläck på papperet, bildad av kådämnet från de sekretalstrande cellerna i bladtanden. 
Jolstern är allra lättast att identifiera vintertid eftersom dess fröställningar hänger kvar som ulliga små bollar i trädet.
Denna växt har helt självständiga namn för de olika könen, vilket lär vara unikt i växtvärlden.

## Habitat
Jolster är ganska vanlig i Norden utan Island.
Går i södra Norge upp till 1 000 m ö h; i norra Norge upp till 300 m ö h.

### Utbredningskartor
- Norden
- Norra halvklotet 
  - I östra Asien gränslinje för Salix pseudopentandra
  - Ej ursprunglig i östra Nordamerika

## Biotop
Jolster trivs på fuktiga skogsängar och vid stränder.

## Bygdemål
| Namn                     | Trakt                                  | Referens | Kommentar |
| ------------------------ | -------------------------------------- | -------- | --- |
|                          |                                        |          | |
| Blister                  | Hälsingland (Bollnäs Delsbo)           | [ 1 ]    | Detta namn har använts även för bladvass, Arundo phragmites |
|                          |                                        |          | |
| Galljolster, gälljolster |                                        | [ 2 ]    | Gäller enbart hanträdet |
|                          |                                        |          | |
| Vecker                   | Småland Västergötland (Vartofta härad) | [ 2 ]    | Gäller enbart honträdet, vars blommors fröhus har så långa ulliga fibrer att man därav tillverkat ljusvekegarn därav namnen. "Ullen" har använts även till spinning av andra slags garn och tråd. |
| Vekarepil                | Skåne                                  | [ 2 ]    | Gäller enbart honträdet, vars blommors fröhus har så långa ulliga fibrer att man därav tillverkat ljusvekegarn därav namnen. "Ullen" har använts även till spinning av andra slags garn och tråd. |
| Vicker                   | Västergötland                          | [ 2 ]    | Gäller enbart honträdet, vars blommors fröhus har så långa ulliga fibrer att man därav tillverkat ljusvekegarn därav namnen. "Ullen" har använts även till spinning av andra slags garn och tråd. |

## Etymologi
Pentandra betyder med fem ståndare av grekiska penta = fem och andros = man. Strängt taget skulle detta gälla endast för hanträd, men får i praktiken gälla även för honträd. 

## Användning
- Bladen ger vid växtfärgning och betat med kaliumaluminiumsulfat (alun) gul färg.
- Barken kan inom folkmedicinen användas mot frossor, och kallas då Cortex Salicis.
- Barken kan användas vid garvning av skinn.

## Bilder

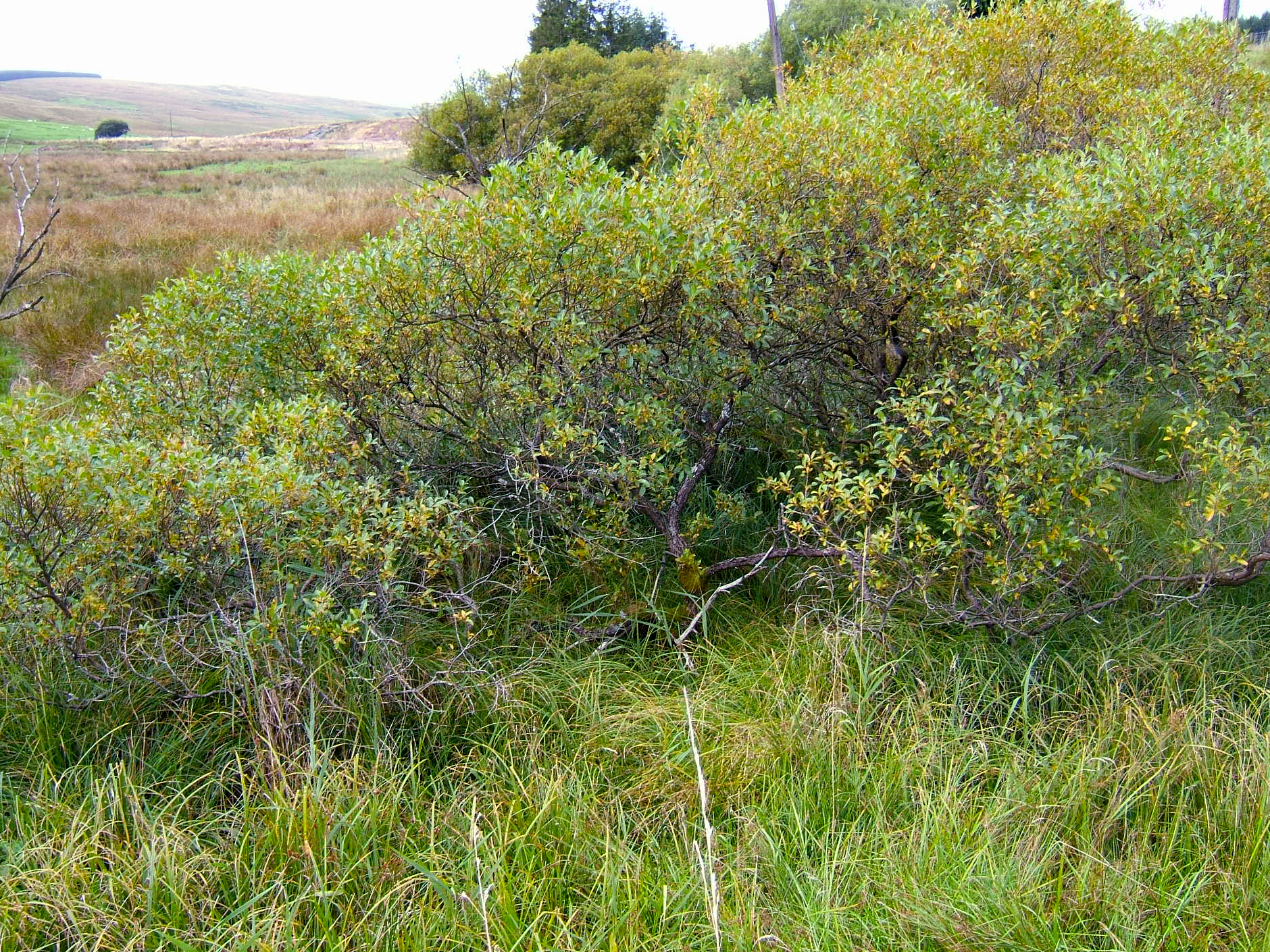
Jolsterbuskage på hösten
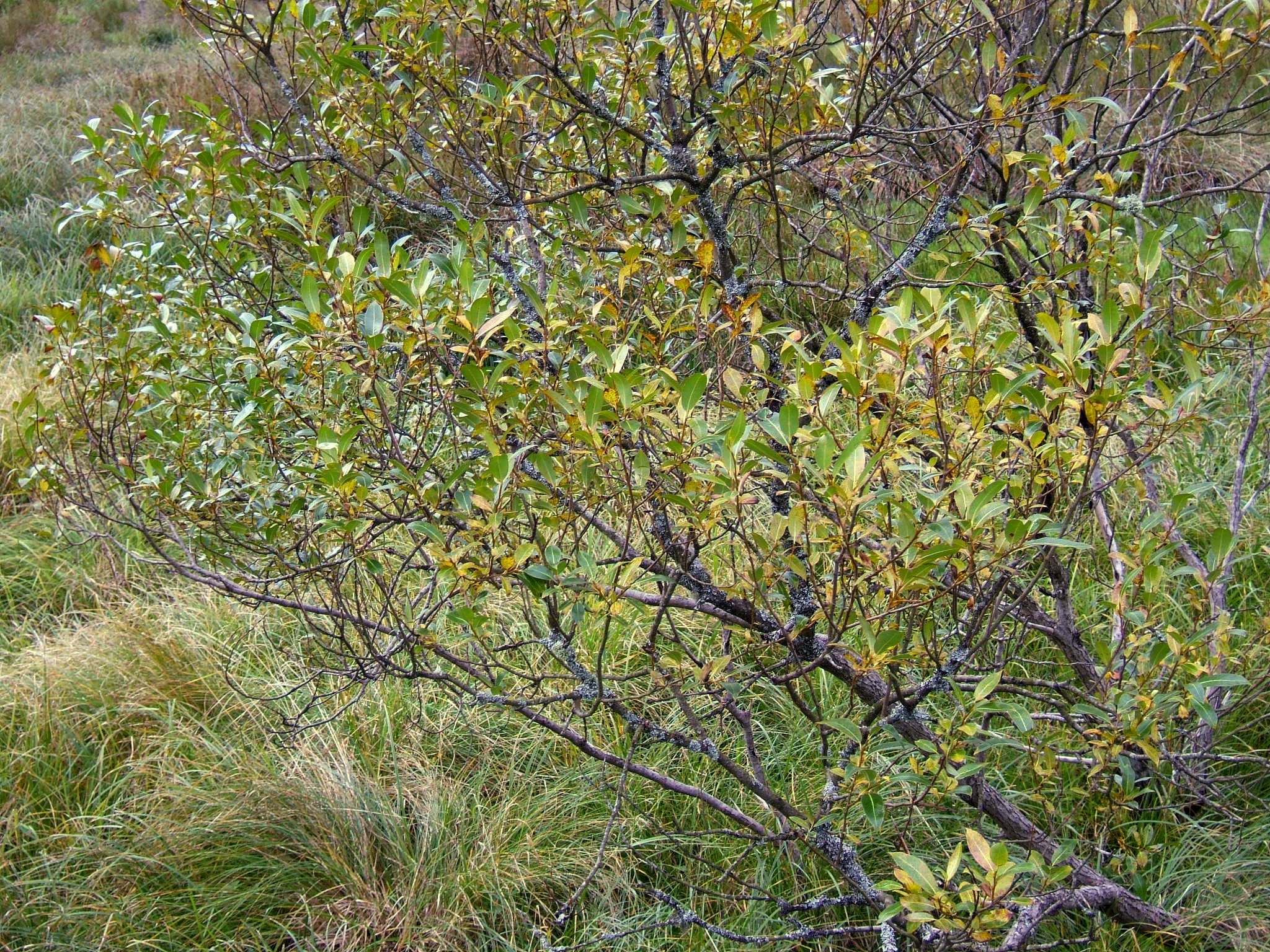
Jolsterträd på hösten Hane, ty inga ullbollar syns.
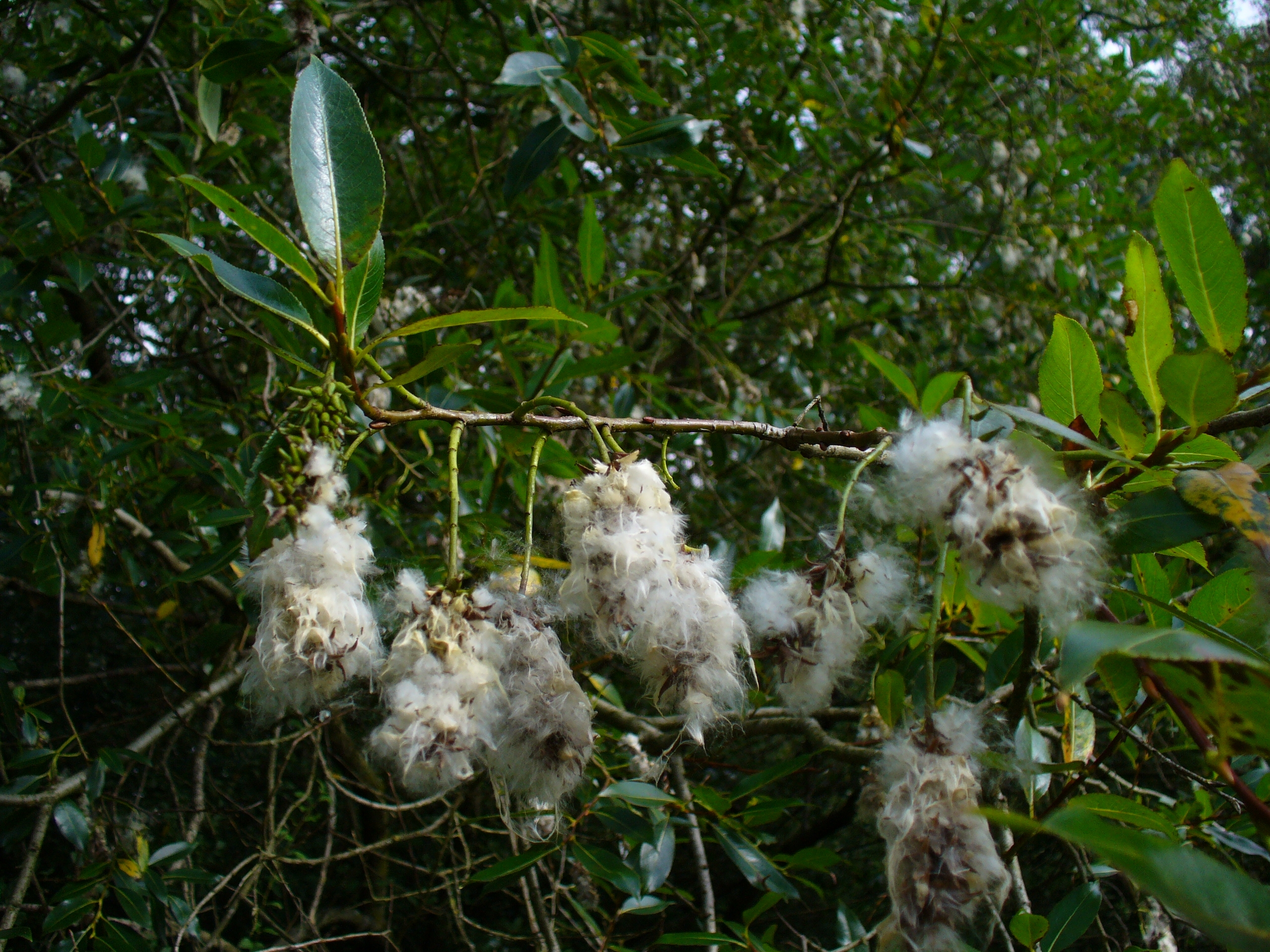
Ullbollar från honfrukter
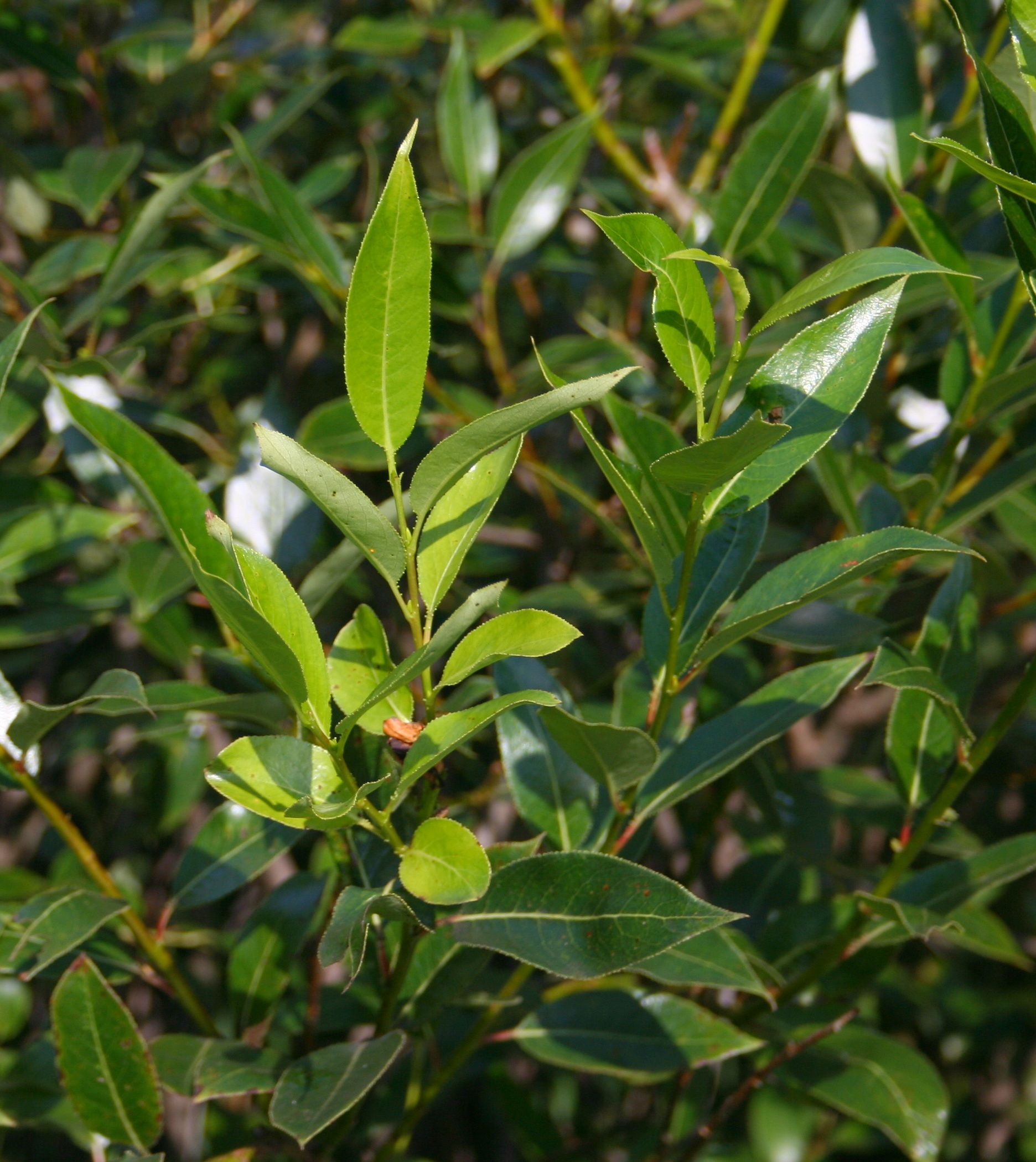
Blad De mörkgröna visar ovansidan, de ljusgröna undersidan